# Hans Kleinpoppen
Hans Kleinpoppen (* 30. September 1928 in Duisburg; † 12. Februar 2016 in Berlin) war ein deutscher Physiker und Hochschullehrer.

## Leben
Kleinpoppen studierte Physik an der Universität Gießen mit Diplomabschluss 1955. Seine erste Veröffentlichung zusammen mit Wilhelm Hanle erschien 1958. Er wechselte dann an die Universität Heidelberg zu Hans Kopfermann und schließlich an die Universität Tübingen zu Hubert Krüger, wo er mit seiner Dissertation Vermessung der Lamb-Verschiebung des 32S1/2-Zustandes gegenüber dem 32P1/2-Zustand am Wasserstoffatom 1961 promoviert wurde. 1967 habilitierte er sich dort mit seiner Habilitationsschrift Elastische und inelastische Stoßprozesse zwischen Elektronen und Wasserstoffatomen. Mit seinen Messungen zur Schwellenpolarisation von atomarer Fluoreszenzstrahlung nach Elektronenstoßanregung bestätigte er die Percival-Seaton-Theorie.
Nach der Habilitation folgte Kleinpoppen Rufen an das Joint Institute for Laboratory Astrophysics der University of Colorado at Boulder und darauf an die Columbia University in New York City, wo er Streuexperimente mit Elektronen an polarisiertem Natrium durchführte. Damit gewann er einen Zugang zu den Streuamplituden und relativen Streuphasen.
1968 nahm er den Ruf an die University of Stirling an, die auf Betreiben von Sir Harrie Massey ein Zentrum für Atomphysik einrichtete.
Kleinpoppens genaue Messungen erlaubten Aussagen über das Einstein-Podolsky-Rosen-Paradoxon und die Verletzung der Bellschen Ungleichung. Die Untersuchung der Elektronenstoßanregung freier Atome führte zur Kooperation mit Hans Lutz und Rainer Hippler an der Universität Bielefeld. Die Untersuchung der Photoionisation in Kooperation mit dem Daresbury Laboratory resultierte in einer engen Zusammenarbeit mit Uwe Becker am Fritz-Haber-Institut der Max-Planck-Gesellschaft, so dass Kleinpopper 1991 sich als Permanent Research Senior Guest des Instituts in Berlin niederließ.
Kleinpoppen wurde 1987 Fellow der Royal Society of Edinburgh, und er war Mitglied der Scottish Malt-Whisky Society of Edinburgh.